# Strings (Unix)
A strings egy program a Unix-szerű operációs rendszerekben, amely szöveget keres egy bináris állományban, például egy object állományban.
A strings parancs általában 4 nyomtatható karaktert keres, melyek egy NUL karakterben fejeződnek be (ez egy C karakterlánc). Sok implementáció abból indult ki, hogy megkeresse a nem-ASCII karaktereket.
A parancs része a GNU bináris csomagjának, és más operációs rendszerben is megtalálható, a Microsoft Windows-ban is.